# The Fairy Feller's Master-Stroke (canción)
"The Fairy Feller's Master-Stroke" es una canción de la banda británica Queen. Escrita  por el vocalista Freddie Mercury, es la séptima canción del álbum de 1974, Queen II.
Esta canción presenta un aire barroco, teatral y festivo, además se encuentran melodías pegajosas y un sinnúmero de voces dobladas sostenidas por unas bases de clavecín. Es un ritmo rápido el cual muestra a Freddie Mercury muy participativo.
La canción está basada en la pintura del mismo nombre, de Richard Dadd:

"(La canción) fue inspirada por una pintura de Richard Dadd que está en la Tate Gallery. Lo pensé, hice un gran trabajo de investigación sobre ella, eso me inspiró a escribir una canción sobre la pintura..."
Freddie Mercury, 1977

Es una canción muy singular, ya que analizando la letra, se puede encontrar palabras del inglés antiguo como Tatterdemalion, quaere; además de palabras que son muy difíciles de encontrar en una canción. También hace referencia a Oberon y Titania, que son personajes de la comedia de Shakespeare "Sueño de una noche de verano". Lo interesante desde el punto de vista musical y estilístico de esta canción, es que Queen, y particularmente Mercury, logró transmitir magistralmente por medio del pentagrama la misma atmósfera claustrofóbica que tiene la pintura de Dadd. Es decir, logró traducir un estímulo visual en uno auditivo.
Esta canción forma una especie de conexión con Ogre Battle, al perpetuar el sonido de un Gong al final de ésta, y con Nevermore, pues Nevermore continúa el solo de piano al final de "The Fairy Feller's Master-Stroke".

## En directo
La canción solo se interpretó en directo en la gira Queen II Tour de 1974, y de manera muy esporádica.
Una de esas interpretaciones tuvo lugar en el concierto que la banda hizo en el Rainbow Theatre de Londres el 31 de marzo de 1974, con motivo de la gira Queen II Tour la grabación que salió a la luz en 2014 en el disco en su versión de lujo Live at the Rainbow '74.

## Otras versiones
- Glass Candy interpretó una versión de la canción para Dynamite with a Laserbeam: Queen as Heard Through the Meat Grinder of Three One G.[5]

## Créditos
Queen
- Freddie Mercury – voz principal y coros, piano, clavecín
- Brian May – guitarra eléctrica, coros
- Roger Taylor – batería, percusión, coros
- John Deacon – bajo eléctrico

Músicos adicionales
- Roy Thomas Baker – productor, castañuelas
- Robin Geoffrey Cable – productor